# 園田オータムトロフィー
園田オータムトロフィー（そのだオータムトロフィー）は、兵庫県競馬組合が園田競馬場ダート1700mで施行する地方競馬の重賞競走である。

## 概要
2018年に新設された競走で、これまで秋の鞍や岐阜金賞に遠征していた兵庫所属馬が西日本ダービー、ダービーグランプリへのステップレースとして3歳秋に出走できる地元の重賞競走となった。2023年まで行われた「3歳秋のチャンピオンシップ」においてはカテゴリーB（ボーナス賞金800万円）に指定されていた。
2024年にそれまで兵庫三冠を構成していた兵庫チャンピオンシップが距離変更し春の3歳ダート短距離王決定戦の役割を担うこととなり、かわって本競走が重賞IIから重賞Iに格上げの上兵庫三冠に組み込まれることとなった。なお兵庫チャンピオンシップは兵庫三冠の二冠目として施行されていたが、本競走は三冠目として行われる。

### 条件・賞金（2024年）
出走条件
サラブレッド系3歳、兵庫所属
- クリスタル賞の2着以上の馬に優先出走権がある。

負担重量
牡・騸56kg、牝54kg
賞金額
1着1000万円、2着350万円、3着200万円、4着150万円、5着100万円

#### トライアル競走
2019年より『クリスタル賞』が行われている。

## 歴代優勝馬
全て園田競馬場ダート1700mで施行。
| 回数  | 施行日         | 優勝馬             | 性齢 | 所属 | 馬場 | タイム | 優勝騎手 | 管理調教師 | 1着賞金  |
| ----- | -------------- | ------------------ | ---- | ---- | ---- | ------ | -------- | ---------- | -------- |
| 第1回 | 2018年9月13日  | クリノヒビキ       | 牡3  | 西脇 | 稍重 | 1:50.4 | 赤岡修次 | 橋本忠明   | 350万円  |
| 第2回 | 2019年9月5日   | テンマダイウェーヴ | 牡3  | 園田 | 重   | 1:52.5 | 杉浦健太 | 新井隆太   | 500万円  |
| 第3回 | 2020年9月3日   | ステラモナーク     | 牝3  | 園田 | 良   | 1:51.6 | 下原理   | 新子雅司   | 500万円  |
| 第4回 | 2021年9月9日   | エイシンビッグボス | 牡3  | 西脇 | 重   | 1:51.0 | 下原理   | 橋本忠明   | 500万円  |
| 第5回 | 2022年9月8日   | エコロクラージュ   | 牡3  | 園田 | 良   | 1:52.1 | 吉村智洋 | 保利良平   | 500万円  |
| 第6回 | 2023年9月7日   | スマイルミーシャ   | 牝3  | 園田 | 良   | 1:53.3 | 吉村智洋 | 飯田良弘   | 700万円  |
| 第7回 | 2024年10月10日 | マルカイグアス     | 牡3  | 西脇 | 稍重 | 1:53.4 | 鴨宮祥行 | 橋本忠明   | 1000万円 |

### 競走結果の出典
- 園田オータムトロフィー　歴代優勝馬 - 地方競馬全国協会